# Friedrich Plener
Johann Friedrich Philipp Plener (* 17. April 1798 in Dömitz; † 8. September 1864 in Hannover) war ein Königlich Hannoverscher Wasserbauingenieur, Oberbaumeister und Redakteur.

## Leben
Geboren im Herzogtum Mecklenburg-Schwerin als Enkel des herzoglichen Ingenieurhauptmanns Zacharias Johann Plener, „[…] der durch seine 1762 angefertigten Grundrisszeichnungen der Festung Dömitz bekannt geworden ist“, wurde Johann Friedrich Philipp Plener als eines von drei Kindern des in Dömitz stationierten Großherzog mecklenburg-schwerinischen Ingenieurmajors Carl Friedrich Plener geboren. Noch als Jugendlicher arbeitete er ab 1814 unter dem Deichgrafen Anton Heinrich Dammert im Amt Gartow und an der Oberelbe. In den Jahren 1820 und 1821 studierte Plener an der Georg-August-Universität in Göttingen. Daran anschließend arbeitete er bis 1825 am Ems-Hase-Kanal, bevor er zur Verbesserung der Deiche in Ostfriesland eingesetzt wurde, die durch die große Sturmflut 1825 zerstört worden waren. Auch bei der daran anschließenden Verbesserung der Deiche wurde er dort beschäftigt. Zeitweilig war Friedrich Plener auch am Bau des Königlich Hannöverschen Staatseisenbahn-Netzes beteiligt, das – nach langem Zögern durch König Ernst August – ab 1843 dann zügig ausgebaut worden war. Gemeinsam mit dem Bauinspektor Adolph Funk erarbeitete Plener in den 1840er Jahren umfassende Pläne für eine Eisenbahnverbindung mit Hamburg.
Von Plener stammen die Pläne für den Seehafen Harburger Hafen sowie dessen Verbindung mit dem Harburger Bahnhof, die die königlich hannoversche Regierung nach einer Überprüfung durch William Cubitt dann zwischen 1845 und 1849 in Harburg bei Hamburg errichten ließ.
Nachdem Plener 1853 das Ritterkreuz des Guelphen-Ordens verliehen worden war, wurde er 1856 zum Oberbaurat ernannt und 1863 abermals mit dem Guelphen-Orden ausgezeichnet, diesmal mit dem Kommandeurskreuz II. Klasse.
Friedrich Plener war Mitglied im Vorstand des Architekten- und Ingenieur-Vereins zu Hannover und zudem Redakteur der von diesem herausgegebenen Zeitschrift des Architekten- und Ingenieur-Vereins für das Königreich Hannover.
Plener starb am 8. September 1864 und wurde in der Residenzstadt Hannover auf dem St. Nikolai-Friedhof bestattet. Das Grabmal ist erhalten und denkmalgeschützter.

## Schriften (Auswahl)
- Friedrich Plener: Der Hafenbau zu Emden. In: Hannoverisches Magazin, Ausgabe 38 (1848), S. 300–304
- Friedrich Plener: Englische Baugenossenschaften, hrsg. von Ernst von Plener, Wien: Gerolds Sohn, 1873